# Kulur Ilir
Kulur Ilir is een bestuurslaag in het regentschap Bangka Tengah van de provincie Bangka-Belitung, Indonesië. Kulur Ilir telt 1467 inwoners (volkstelling 2010).